# Life Left to Go
Life Left to Go est le premier album du groupe de rock alternatif Safetysuit. Trois chansons de cet album sont sortis en single, "Someone Like You" en 2008, "Stay" et "Annie" en 2009.

## Liste des pistes
| No  | Titre             | Durée |
| --- | ----------------- | ----- |
| 1.  | Someone Like You  | 3:58  |
| 2.  | Apology           | 4:07  |
| 3.  | Find A Way        | 4:17  |
| 4.  | Stay              | 4:24  |
| 5.  | Something I Said  | 3:45  |
| 6.  | Anywhere But Here | 4:30  |
| 7.  | Down              | 3:51  |
| 8.  | The Moment        | 3:09  |
| 9.  | Annie             | 3:47  |
| 10. | What If           | 3:44  |
| 11. | Gone Away         | 5:36  |
| 12. | Life Left To Go   | 5:57  |